# Katarína Baranová
Katarína Baranová (* 13. April 1992) ist eine ehemalige slowakische Tennisspielerin.

## Karriere
Im Alter von 15 Jahren debütierte Katarína Baranová beim ITF-$10.000-Turnier in der slowakischen Stadt Michalovce auf dem ITF Women’s Circuit. Für das Turnier erhielt sie vom Veranstalter eine Wildcard für das Hauptfeld und unterlag dort in der ersten Runde der Polin Justyna Jegiołka klar in zwei Sätzen. Nachdem sie am 2. November 2009 mit den 809 Platz ihre beste Einzelplatzierung in der WTA-Weltrangliste belegen konnte, sicherte sie sich im darauffolgenden Jahr im Doppel ihren größten Karriereerfolg. Gemeinsam mit Ons Jabeur nahm sie am ITF-$10.000-Turnier im marokkanischen Casablanca teil und zusammen erreichten sie das Doppelfinale, wo sie sich mit dem Sieg gegen ein russisches Doppel den Titel sicherten. Wenige Monate später erreichte sie mit ihrer Landsfrau Simona Parajová beim ITF-$10.000-Turnier in der kroatischen Stadt Čakovec das Finale, wo sie sich einem slowenischen Doppel geschlagen geben mussten.
In der Folge belegte Katarína Baranová am 30. August 2010 mit dem 560. Platz die beste Doppelplatzierung in der WTA-Weltrangliste in ihrer Karriere. Nachdem sie im Jahr 2011 zum Jahresanfang noch mal am ITF-$10.000-Turnier in der walisischen Stadt Wrexham teilnahm und dort im Einzel in der ersten Runde gegen Britin Pippa Carr ausschied sowie im Doppel gemeinsam mit der Tschechin Petra Krejsová im Halbfinale an einen britisch-norwegischen Team scheiterte, beendete sie ihre Profikarriere.

## Turniersiege

### Doppel
| Nr. | Datum         | Turnier    | Kategorie   | Belag | Partnerin  | Finalgegnerinnen           | Ergebnis |
| --- | ------------- | ---------- | ----------- | ----- | ---------- | -------------------------- | -------- |
| 1   | 22. Juli 2010 | Casablanca | ITF $10.000 | Sand  | Ons Jabeur | Galina Fokina Anna Morgina | 6:3, 6:3 |